# 樵子涧水库
樵子涧水库是中国安徽省蚌埠市五河县境内的一座水库，位于淮河上，建于1958年。水库正常库容为755万立方米，集雨面积为40平方千米，海拔为18米。